# Interdevočka
Interdevočka (Интердевочка) è un film del 1989 diretto da Pëtr Todorovskij.

## Trama
Il film racconta di una prostituta che sogna di sposare uno straniero e di andare all'estero e diventare una signora rispettabile. Avendo soddisfatto questi desideri, inizia a capire che non è diventata una persona felice.